# المحيط المتجمد الجنوبي
المحيط الجنوبي، ويعرف أيضا باسم المحيط الجنوبي الكبير، المحيط المتجمد الجنوبي ومحيط القطب الجنوبي، ويضم مياه المحيط العالمي في أقصى الجنوب، يغطي عموما جنوب خط عرض 60 درجة جنوبا ويلف القارة القطبية الجنوبية أو أنتاركتيكا. يعد عادة بأنه رابع أكبر محيط من المحيطات الخمسة الرئيسية. وتعتبر هذه المنطقة من المحيط باردة، حيث تتدفق المياه الشمالية من أنتاركتيكا وتختلط مع مياه المنطقة الشبه القطبية الدافئة.
أختلف الجغرافيين على الحدود الشمالية للمحيط الجنوبي أو حتى وجودها، بدلا من ذلك اخذوا بعين الإعتبار أجزاء المياه من جنوب المحيط الهادئ، جنوب المحيط الأطلسي، والمحيط الهندي. آخرون يعدون منطقة التقاء أنتاركتيكا محيط يتقلب موسميا، ويفصل المحيط الجنوبي من المحيطات الأخرى، وليس خط العرض 60.
لم تؤكد بعد المنظمة الهيدروغرافية الدولية (IHO) على التعريف 2000 لحدود المحيط الواقعة جنوب الخط 60 درجة جنوبا. وكان اخر ما نشرته لتعريف حدود المحيطات منذ عام 1953، وهذا لا يشمل المحيط الجنوبي. ومع ذلك فإن احدث تعريف للحدود يستخدم من قبل المنظمة وآخرون معها.
اعترفت منظمة ناشيونال جيوغرافيك بالمحيط بشكل رسمي في يونيو 2021. قبل ذلك، أظهرت المنظمة المحيط في طرز مختلف عن باقي المحيطات؛ أما الآن فتظهر المحيط الهادي والهندي والأطلنطي في هيئة ممتدة إلي القارة القطبية الجنوبية علي خرائطها الرقمية والمطبوعة. يشمل ناشري الخرائط الذين يستخدمون مصطلح المحيط الجنوبي علي خرائطهم Hema Maps و GeoNova.
أعتبرت السلطات الأسترالية موقع المحيط الجنوبي مباشرة جنوب أستراليا.

## الجغرافيا

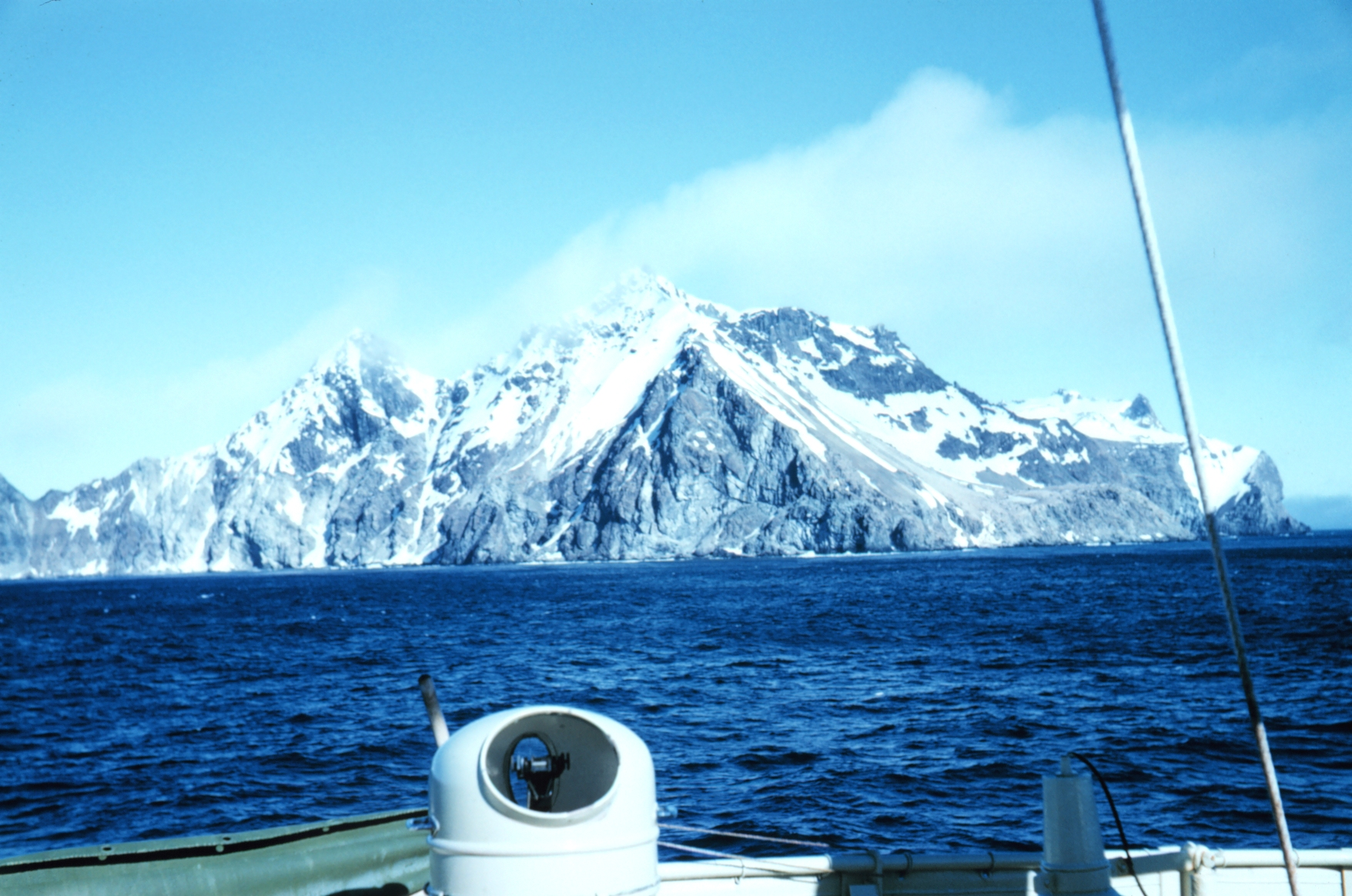
مشهد للقارة القطبية الجنوبية من المحيط

يحتوي المحيط الجنوبي على تيارات حول القطب الجنوبي (التي تدور حول القارة القطبية الجنوبية) وأجزاء من ممر دريك، وبحر أمندسن، وبحر بيلنجشاسين، وبحر كوبوراشن، وبحر كوسمونوف، وبحر ديفيس، بحر دورفيل، وبحر ماوسن وبحر الملك هاكون السابع، وجزء من بحر سكوتيا، وبحر روس وبحر ودل.
يختلف المحيط الجنوبي عن المحيطات الأخرى بحدوده غير الواضحة، لأن حدوده الشمالية متصلة مع المحيط الهادي والهندي والأطلسي فالحدود الشمالية ليست قارية، وهذا ما يدعو إلى التساؤل لماذا الجغرافيين اخذو بعين الاعتبار جعل جنوب المحيط محيطا مستقلا، ليعترض الحدود الجنوبية للمحيطات الثلاثة الأخرى.
يرجح أن يكون السبب ينبع من أن تيارات المياه المحيط الجنوبي تختلف عن تيارات المياه في المحيطات الأخرى. حيث تقوم تيارات القطب الجنوبي المائية، بجعل المياه تتحرك سريعا حول القطب مما يؤدي إلى تشابه في حركة المياه، فعلى سبيل المثال مياه المحيط الجنوبي في جنوب أمريكا الجنوبية (على سبيل المثال) تشابه المياه لتي في جنوب نيوزيلندا أكثر من المياه في منتصف المحيط الهندي.
عدة تيارات تعمل على طول ساحل القارة القطبية الجنوبية لتنتج أنواع من كتل مياه في المحيط الجنوبي لا تنتجها أماكن أخرى في محيطات نصف الكرة الجنوبي. واحد من هذه المياه هي مياه قاع القطب الجنوبي الباردة جدا، والعالية الملوحة والمياه الكثيفة تتشكل تحت الجليد البحري.
يعد المحيط الجنوبي جيولوجيا أصغر المحيطات عمرا، تشكل عندما أنفصلت القارة القطبية الجنوبية عن أمريكا الجنوبية، وفتح ممر دريك بينهما منذ 30 مليون سنة. وقد مكن انفصال القارات إلى تشكل التيارات حول القطب الجنوبي.

### تعريف الحدود

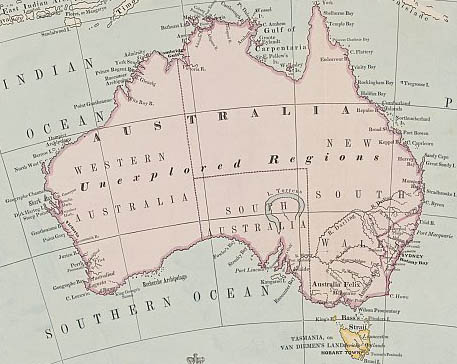
خرائط عديد لأستراليا تبين المحيط الجنوبي يقع بمحاذاة جنوب أستراليا.

اختلفت وجهات النظر لمختلف المنظمات والأمم على وجود المحيط الجنوبي ومساحته، على الرغم من اعتباره كمصطلح تقليدي لمدة طويلة لكثير من البحارة.
شملت نسخة المنظمة الهيدروغرافية الدولية (IHO) الثانية عام 1937 حدود المحيطات والبحار نشر حدود المحيط حول قارة القطب الجنوبي. ومع ذلك، فإن هذا المحيط لم يظهر في النسخة الثالثة لعام 1953 لأن «الحدود الشمالية... من الصعب تحديد الأسباب للتغيرات الموسمية»—بدلا من ذلك تم تمديد جنوبا للمحيط الأطلسي والهادئ والهندي.
أعادت المنظمة الهيدروغرافية الدولية عنونة مسألة الكيان للمحيطات في استطلاع عام 2000. فقد أجابت 28 دولة من أعضائها الـ68، وجميعها باستثناء الأرجنتين وافقت على تحديد جديد للمحيطات، مما يعكس الأهمية التي تولاها علماء المحيطات لتيارات المحيط. فاز 18 صوتا لأقتراح اسم المحيط الجنوبي، وعين الاسم محيط القطب الجنوبي كبديل. أيد نصف الأصوات لتعريف الحد الشمالي للمحيط عند 60 درجة جنوبا (مع عدم وجود اراضي تقطع هذا العرض)، اما باقي الأصوات الـ14 الأخرى فقد رشحت تعاريف الحدود الأخرى، ومعظمهم عند 50 درجة جنوبا، والقليل منهم شمالا حتى 35 درجة جنوبا. ومع ذلك، فإن النسخة الرابعة من حدود المحيطات والبحار لم تصدق أو تنشر بسبب التحفظ الأسترالي، وحتى النسخة الثالثة (التي لم تصف فصل المحيط الجنوبي) لم تبطل. عندما نشرت النسخة الرابعة، سيتم استعادة المحيط الجنوبي كمخطط اصلي مبين في النسخة الثانية وحذفت لاحقا في الثالثة.
على الرغم من هذا، فإن تحديد النسخة الرابعة لها استخدام فعلي من قبل العديد من المنظمات والعلماء والأمم - حتى من جانب المنظمة الهيدروغرافية الدولية. وبعض مكاتب الأمم 'الهيدروغرافية عرفت حدودها الخاصة؛ والمملكة المتحدة استخدمت خط العرض 55 درجة جنوبا على سبيل المثال.
اظهرت جمعية ناشونال جيوغرافيك لمدة طويلة المحيط الجنوبي كإمتداد لكل من المحيط الأطلسي والهادئ والهندي، لكنها غيرت موقفها واعترفت به رسميًا في يونيو 2021.
في أستراليا، عرفت سلطات رسم الخرائط المحيط الجنوبي على أنه يشمل كامل المسطحات لمائية التي بين القارة القطبية الجنوبية والسواحل الجنوبية لأستراليا ونيوزيلندا، على الرغم من أن السلطات النيوزيلندية عموما لم تحذ حذوها. وقد أطلق مسمى المحيط الجنوبي لبحار الخرائط الساحلية لتسمانيا وجنوب أستراليا، في حين اعتبرت كيب لوين في أستراليا الغربية كنقطة ألتقاء المحيطين الهندي والجنوبي.

### الخصائص

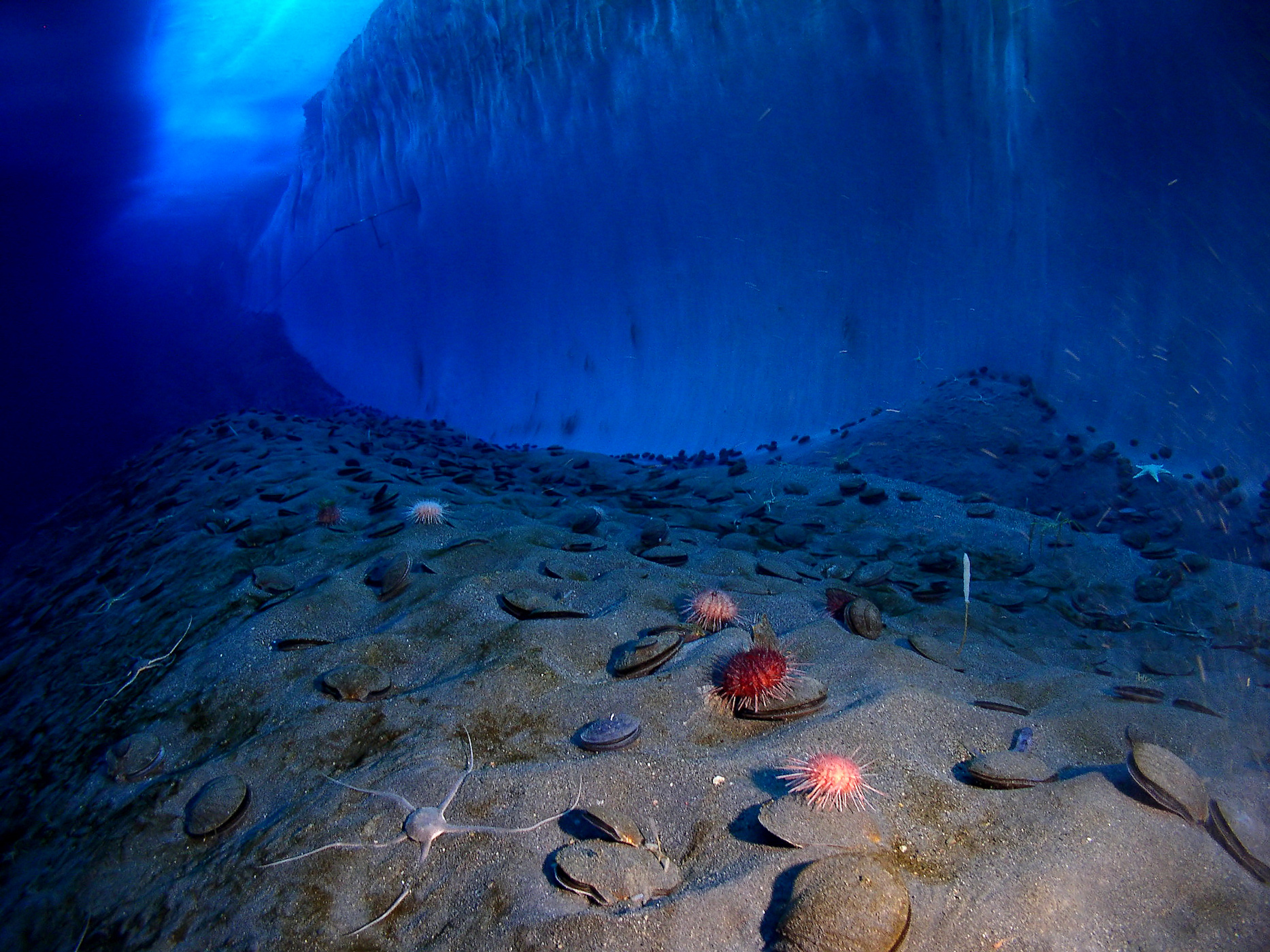
قاع المحيط الجنوبي على ساحل القارة القطبية الجنوبية

يقع المحيط الجنوبي في نصف الكرة الجنوبي. وتبلغ مساحته تقريبا 20,327,000 كم مربع وله عمق مميز يتراوح ما بين 4,000 و5,000 متر (13,000 إلى 16,000 قدم) في معظم المناطق ومياهه الضحلة محدودة. يظهر الجرف القاري في القطب الجنوبي بشكل عام بالضيق والعمق الغير عادي، حافته تقع على عمق يصل إلى 800 متر (2,600 قدما)، مقارنة مع المتوسط العالمي 133 متر (436 قدم).
من اعتدال إلى اعتدال المتماشي مع تأثير الشمس الموسمي، تتراوح كتل الجليد في القطب الجنوبي من متوسط كحد أدنى 2.6 مليون كم مربع (1.0 مليون ميل مربع) في شهر مارس إلى حوالي 18.8 مليون كم مربع (7.2 مليون ميل مربع) في سبتمبر، أكثر من سبعة أضعاف الزيادة في المنطقة.
إن التيارات حول القطب الجنوبي تتحرك شرقا دئما - تطارد وتنضم لنفسها عند 21,000 كم (13,000 ميل) في الطول - ويضم أطول تيار محيطي في العالم حيث ينقل 130 مليون متر مكعب (4.6 مليار قدم مكعب) من المياه في الثانية يعد أكثر 100 مراة من تدفق أنهار العالم كافة.
أعمق مكان في المحيط الجنوبي يبلغ 7,236 متر (23,737 قدم) يقع في الطرف الجنوبي لخندق ساندويتش الجنوبي.

### المناخ
درجات الحرارة البحر تختلف من -2 إلى 10 درجات مئوية (28 حتى 50 درجة فهرنهايت) تقريبا. تنتقل الأعاصير شرقا حول القارة، وتصبح في كثير من الأحيان شديدة بسبب الاختلاف في درجات الحرارة بين الجليد والمحيط المفتوح. يقع المحيط عند خط العرض 40 جنوب نحو الدائرة القطبية الجنوبية التي لديها أقوى متوسط رياح من أي مكان اخر على الأرض. يتجمد المحيط في فصل الشتاء خارج خط العرض 65 درجة جنوبا في قطاع المحيط الهادئ وخط العرض 55 درجة جنوبا في قطاع المحيط الأطلسي، وتنخفض درجات حرارة السطح أقل بكثير من 0 درجة مئوية، تبقي الرياح الشديدة المستمرة من الداخل في بعض النقاط الساحلية خالية من الجليد طوال فصل الشتاء.
في الرياح الشديدة لهذا السبب لم يعيش على القارة أحد ما

### الموارد الطبيعية
| - احتمال وجود حقول نفط وحقول غاز كبيرة على الحافة القارية. - كرات المنغنيز. - احتمال وجود الرواسب الثمينة. - الرمل والحصى. - المياه العذبة (على شكل جبال جليدية). | - الحيوانات: - الحبار. - الحيتان. - الفقمات. - الكريل (شبيه بالجمبري). - الأسماك المختلفة. - 17 نوعا من طيور البطريق. |

### الأخطار الطبيعية
تتكون الجبال الثلجية في أي وقت من السنة في جميع أنحاء المحيطات. تشكل أجزاء الجبل الجليدي والجليد البحري (يتراوح سمكة من 0,5 حتى 1 متر) مشاكل للسفن.
يعرف البحارة خطوط العرض 40 حتى 70 درجة جنوبا باسم «أربعينات الأزدهار»، «خمسينات الغضب» و «ستينات الصرخة» بسبب الرياح العاتية والامواج الكبيرة. وجليد السفن يجعل المنطقة أكثر خطورة وخصوصا من مايو حتى أكتوبر. إن المناطق المنعزلة تجعل مصادر البحث والإنقاذ صعبة.

## البيئة

### القضايا الراهنة
صيد الأسماك غير المشروع وغير المعلن وغير المنظم، وخاصة السمك المسنن أكثر 5 إلى 6 مرات من صيد الأسماك المنظم، وهذا يؤثر على استدامة المخزون. وقد يؤدي الصيد على المدى الطويل للسمك المسنن إلى ارتفاع معدل وفيات الطيور البحرية.

### الاتفاقات الدولية
جميع الاتفاقات الدولية التي تخص محيطات العالم تنطبق على المحيط الجنوبي. وبالإضافة إلى ذلك، فهو يخضع لهذه الاتفاقات المحددة للمنطقة:
- اللجنة الدولية لصيد الحيتان، التي تحظر تجارة صيد الحيتان جنوب خط العرض 40 درجة جنوبا (جنوب خط العرض 60 درجة جنوبا بين خطي الطول 50 درجة و130 درجة غرب). اليابان نظاميا لا تعترف بهذا القرار، بسبب انتهاك أعضاء اللجنة لحرمة الحيتان. منذ أن كان التحريم يقتصر على صيد الحيتان التجاري، وما يتعلق بالسماح لصيد الحيتان وصيد الحيتان لأغراض البحث العلمي، فإن الأسطول الياباني يصطاد سنويا حيتان المنطقة.
- اتفاقية حماية الفقمة في القطب الجنوبي حدت من صيد الفقمات.
- الاتفاقية بشأن الحفاظ على الموارد البحرية الحية في أنتاركتيكا ينظم الصيد في المنطقة.

تحظر كثير من الدول استكشاف واستغلال الموارد المعدنية الجنوب من تقلبات الجبهة القطبية، والتي تقع في وسط التيارات المحيطة بالقطب الجنوبي وبمثابة الخط الفاصل بين مياه القطب السطحية الباردة جدا في الجنوب وفي المياه الدافئة في الشمال. إن معاهدة أنتاركتيكا أو معاهدة القطب الجنوبي تغطي جزء من العالم جنوب خط العرض 60 درجة جنوبا، وقد منعت الادعاءات الجديدة للقارة القطبية الجنوبية.

## الاقتصاد
بين 1 يوليو 1998 و30 يونيو 1999 بلغت حصيلة صيد الأسماك 119,898 طن، منها 85 ٪ تتألف من الكريل و14 ٪ من السمك المسنن. وجاءت الاتفاقات الدولية حيز النفاذ في أواخر عام 1999 للحد من الصيد غير المشروع وغير المعلن وغير المنظم،
والتي في الموسم ما بين عامي 1998 - 1999 قد اصطادت السمك المسنن أكثر من 5 إلى 6 مرات من الصيد المنظم.

## الموانئ والمرافئ
الموانئ التشغيلية الرئيسية تشمل:
- محطة روثيرا
- محطة بالمر
- فيلا لاس إستريلاس
- قاعدة اسبيرانزا
- محطة ماوسن [الإنجليزية]
- محطة ماكموردو

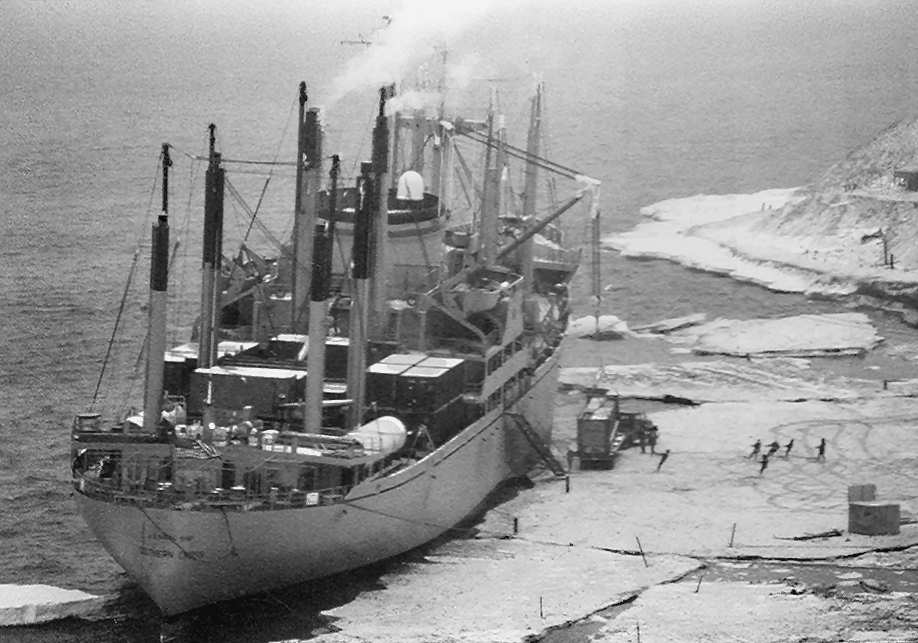
تصدعات حادة في رصيف جليدي يستخدم لأربعة مواسم في محطة ماكموردو يبطئ عمليات الشحن في عام 1983، وأثبتت تشكيل الخطرا على السلامة.

- المرسى البحري للقارة القطبية الجنوبية.

يعد عدد الموانئ أو المرافئ الموجودة على ساحل (القطب الجنوبي) جنوب المحيط الجنوبي قليلة جدا، حيث أن ظروف الجليد تحد من استخدام معظم الشواطئ لفترات قصيرة في منتصف الصيف، حتى ان بعضها يتطلب مرافقة كاسحة الجليد للعبور. ويتم تشغيل معظم الموانئ فيها من قبل مراكز البحوث الحكومية، إلا في حالات الطوارئ، ولا تزال مغلقة للسفن التجارية أو الخاصة؛ تخضع السفن في أي ميناء في جنوب خط العرض 60 درجة جنوبا للتفتيش من قبل مراقبين معاهدة القطب الجنوبي.
يعمل المنفذ الواقع في أقصى جنوب المحيط الجنوبي في محطة ماكموردو عند الاحداثيات 77°50′S 166°40′E / 77.833°S 166.667°E. يشكل خليج الربع البارد [الإنجليزية] ميناء صغير، على الطرف الجنوبي من جزيرة روس حيث الممر الجليدي العائم الذي يجعل عمليات الموانئ ممكنة في فصل الصيف. تم بناء الرصيف الجليدي الأول من قبل عملية التجميد العميق الواقع في ماكموردو في عام 1973.